# Embelia microcalyx
Embelia microcalyx là một loài thực vật có hoa trong họ Anh thảo. Loài này được Kurz mô tả khoa học đầu tiên năm 1875.